# Erazem Lorbek
Erazem Lorbek (Liubliana, Eslovenia, 21 de febrero de 1984) es un baloncestista profesional esloveno. En el 2005 ganó el premio "Estrella Emergente" (Rising Star award) de la Euroliga, siendo seleccionado en la segunda ronda del Draft de la NBA de 2005 por los Indiana Pacers, que traspasaron sus derechos a San Antonio Spurs durante el Draft de la NBA de 2011. Su hermano Domen Lorbek también es jugador de baloncesto. Actualmente pertenece a la plantilla del Košarkarski klub Union Olimpija.

## Carrera deportiva

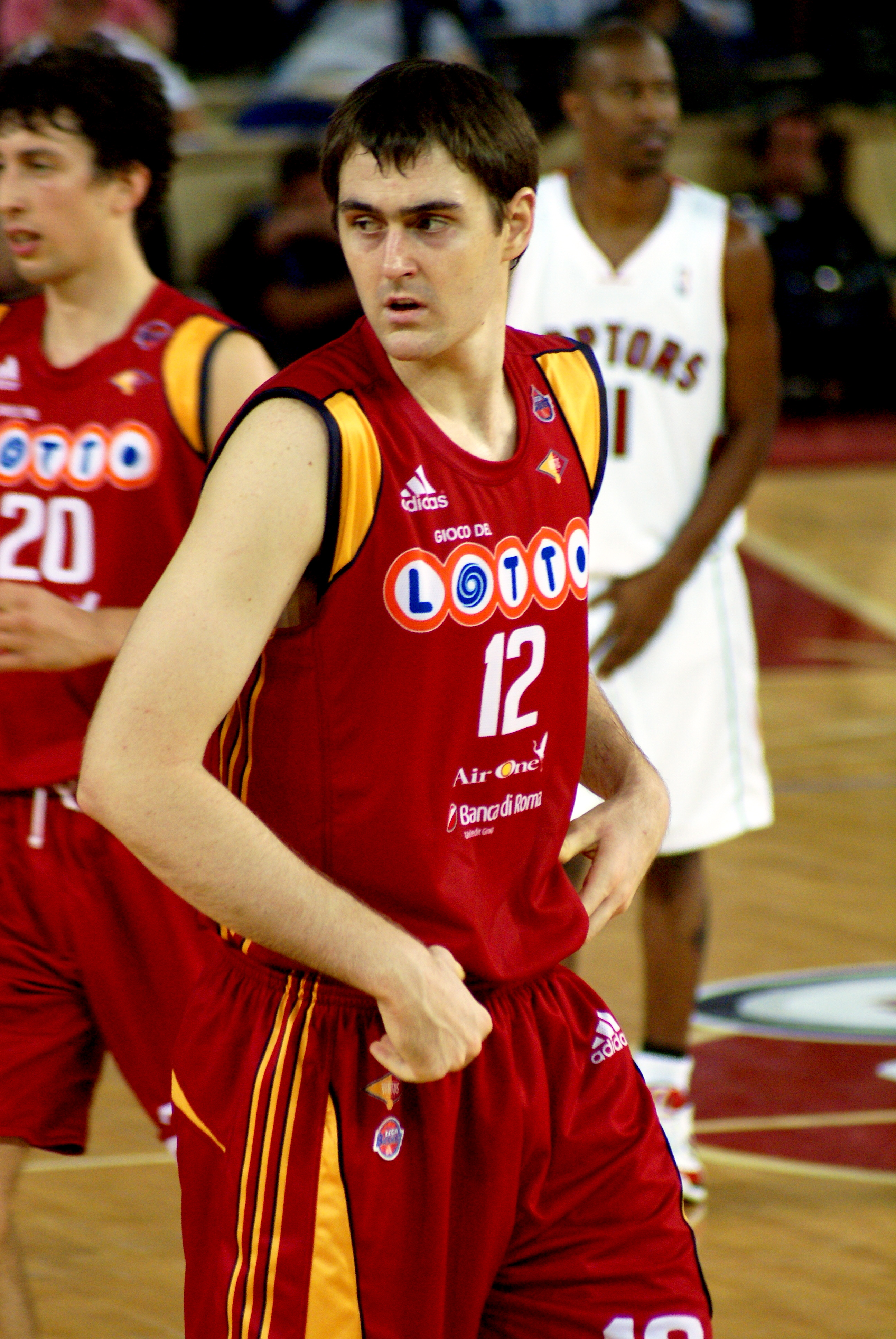
Lorbek en 2007.

Comenzó jugando en el programa juvenil del KK Union Olimpija de su ciudad natal. Posteriormente acudió a la Universidad Estatal de Míchigan, jugando en su equipo durante la temporada 2002-03. Escogió regresar a Europa luego de un año en la estatal de Míchigan, firmando un contrato con la Fortitudo Bolonia de Italia.
Fue elegido como parte del segundo quinteto ideal de la Euroliga 2008-09. En el Eurobasket 2009 fue elegido en el quinteto ideal de la competición.
Durante la temporada 2011-2012 fue elegido en el quinteto ideal de la ACB y votado MVP de la final de la liga, que el Barcelona ganó frente al Real Madrid.
Como dato anecdótico estudió 8 años de piano y todavía le gusta mucho. Fue al 8.º año cuando tuvo que elegir entre deporte y música. Escogió el baloncesto porque le permitía salir a la calle y jugar contra otros jóvenes.